# Ракуја
Ракуја (итал. Raccuja) је насеље у Италији у округу Месина, региону Сицилија.
Према процени из 2011. у насељу је живело 584 становника. Насеље се налази на надморској висини од 690 м.

## Становништво
Према резултатима пописа становништва 2011. у општини је живело 1.139 становника.
| 1931. | 1936. | 1951. | 1961. | 1971. | 1981. | 1991. | 2001. | 2011. |
| ----- | ----- | ----- | ----- | ----- | ----- | ----- | ----- | ----- |
| 3.434 | 3.170 | 3.006 | 3.066 | 2.716 | 2.296 | 1.692 | 1.389 | 1.139 |